# تمام شب (فیلم)
تمام شب (به انگلیسی: All Nighter) فیلمی محصول سال ۲۰۱۷ و به کارگردانی گوین ویلسن است. در این فیلم بازیگرانی همچون جی. کی. سیمونز، امیل هرش، تاران کیلام، کریستین شال، آنالی تیپتن، زوشا راکمور و شنون وودوارد ایفای نقش کرده‌اند.